# Gaëtan de Courrèges
Vous pouvez aider à l'améliorer ou bien discuter des problèmes sur sa page de discussion.
- Il n'est pas vérifiable et peut contenir des informations totalement erronées. Il est fortement conseillé aux contributeurs d'étayer son contenu par des sources fiables. Sans cela, sa suppression pourrait être envisagée. (si vous venez d'apposer le bandeau, veuillez cliquer sur ce lien pour créer la discussion et en afficher les indications). (Marqué depuis mai 2025)
- Il peut contenir un travail inédit ou des déclarations non vérifiées. Vous pouvez l’améliorer en ajoutant des références. (Marqué depuis mai 2025)

- Archive Wikiwix
- Bing
- Cairn
- DuckDuckGo
- E. Universalis
- Gallica
- Google
- G. Books
- G. News
- G. Scholar
- Persée
- Qwant
- (zh) Baidu
- (ru) Yandex
- (wd) trouver des œuvres sur Wikidata

Vous pouvez aider à l'améliorer ou bien discuter des problèmes sur sa page de discussion.
- Il ne cite pas suffisamment ses sources. Vous pouvez indiquer les passages à sourcer avec {{référence nécessaire}} ou {{Référence souhaitée}}, et inclure les références utiles en les liant aux notes de bas de page. (Marqué depuis décembre 2008)

- Archive Wikiwix
- Bing
- Cairn
- DuckDuckGo
- E. Universalis
- Gallica
- Google
- G. Books
- G. News
- G. Scholar
- Persée
- Qwant
- (zh) Baidu
- (ru) Yandex
- (wd) trouver des œuvres sur Wikidata

Pour les articles homonymes, voir Courrèges.
Gaëtan de Courrèges, né le 5 février 1941 à Pau, est prêtre et auteur-compositeur-interprète, metteur en scène, réalisateur vidéo, directeur artistique et pédagogue français. Il est passionné de communication et de moyens de communication. Son parcours spirituel (études de théologie) et professionnel (insertion dans le monde des médias) l'ont fait connaître comme créateur à la fois dans la sphère chrétienne (mouvements d'Église) et la sphère laïque (artistes divers). Il voudrait « réconcilier l'Homme avec son corps et son âme, concilier l'art et la foi ».

## Biographie
Gaëtan de Courrèges nait le 5 février 1941 à la maternité de Pau. Après une formation au grand séminaire, il est ordonné.
Lorsqu'il a treize ans, deux chanteurs défrayent la chronique en France : Georges Brassens et le Père Duval. Courrèges exhume alors la vieille guitare de sa grand-mère. En 1962, il fonde les As de Chœur, son premier groupe. Ordonné prêtre en 1966 par Mgr de Courrèges, il reçoit la responsabilité d'un foyer de jeunes, à Troyes. Avec les Halleluiah Folklovers, en 1967, Courrèges enregistre son premier disque de musique folk pour Studio SM, avec Raymond Fau.
Gaëtan de Courrèges tourne sur la Côte d'Azur avec Jo Akepsimas, Jean Humenry, Bernard Haillant et Mannick. Diverses expériences sur les places et les plages les amènent à créer un spectacle baroque, Crëche. Courrèges reçoit une mission de présence dans le milieu artistique, jusqu'à aujourd'hui. Pendant sept ans, en France et à l'étranger, Crëche va de tournées en récitals (Olympia avec Maxime Le Forestier), de télévisions (Le Grand Échiquier) en séances de studio (3 albums).
Didier Desmas et Charles Gancel rejoignent le groupe en 1974. Le groupe Crëche se dissout en 1977, malgré des rencontres partielles.
Courrèges construit son propre univers artistique. Il rencontre Olivier Delgutte, pianiste et orchestrateur, le groupe de jazz-rock Grand-Angle, la chorégraphe Paula van Eecloo, puis, en 1988, le quatuor classique Séréna. Ensemble, ils créent plusieurs spectacles autour des Droits de l'Homme. Il sort sept albums chez Auvidis, dont un en hommage au Père Duval, et plusieurs musiques sur des textes de Jean Debruynne, son parolier privilégié. Il écrit également un livre, Libres Chemins pour Célébrer, avec Pierre Jacob chez Droguet & Ardant.
Il assure conjointement la direction artistique, pour Auvidis (aujourd'hui Naïve), de chanteurs, puis d'acteurs : Jacqueline Farreyrol, Marén Berg, Angel Parra, Michel Bouquet, Pierre Vaneck, Francis Huster, Jean Negroni, Marie-France Pisier, Anny Duperey, Bernard Giraudeau, Richard Bohringer, Michel Creton et plusieurs autres.
Courrèges se lance dans l'écriture et la mise-en-scène de comédies musicales, la réalisation de clips vidéo et l'administration de Travelling, label de musiques de films Auvidis : il est responsable de la bande originale du film Farinelli (film).
Il s'investit dans la formation de jeunes : stages Jeunesse et Sports, sessions liturgiques, théâtre de rues au Festival de Châlon, École Européenne de Danse et de Comédie Musicale, enfin Atelier Vocal Gaëtan de Courrèges.
En 1992, nouvel album pour Studio SM : « Entre les ombres et la lumière ». Interprète soliste de divers autres disques. Réalisation de l'Oratorio et de la messe de minuit en Eurovision sur France 2, au cirque Alexis Grüss.
Spectacle du 75e anniversaire des Scouts de France au Cirque d'hiver de Paris. Écriture et jeu d'acteur dans la comédie musicale « Samaritain » pour le CCFD au Palais des Congrès de Strasbourg. Tournée au Luxembourg pour les Caritas. Spectacle «Les rencontres de l'impossible» pour le Secours catholique dans la salle de Paris-Bercy, animation à Lisieux pour les Orphelins Apprentis d'Auteuil, festival « Magnificat » en Italie, J.M.J.
Interventions chantées pour divers disques avec Mannick, Jo Akepsimas, Jean-Claude Gianadda, le Groupe Dédicace, le Groupe Arpenciel, Michel Wackenheim...
Mise-en scène des rencontres du Jamboree pour les Scouts de France (23 000 jeunes)...
Un nouveau disque liturgique, « Merci, Dieu, merci », orchestré par Olivier Delgutte et Jo Akepsimas (SM D 2683). 
Messe télévisée de la Fête de la musique 1998. 
Écriture et mise-en-scène d'un jeu scénique pour le congrès national de l'Aumônerie de l'Enseignement public à Toulouse, pour le MCR à Lourdes, pour le MIAMSI à Fiuggi, pour les Aumôneries de Bordeaux. Festival « Les voix du cœur » à la Martinique (1999 et 2000).
Les retrouvailles, vingt-cinq ans plus tard, de quatre copains du groupe Crëche (Mannick, Jo Akepsimas, Jean Humenry et Gaëtan de Courrèges) pour un disque commun, «En Paraboles» (RYM-musique / Ateliers du Fresne), sorti le 8 mars 2002 et repris sous le titre "Des mots d'amour en Paraboles" en 2006 (Ateliers du Fresne).
Création avec Jean Humenry de mini-comédies musicales pour les enfants : "Le cirque" (2001), "Les 5 sens" (2002), "L'eau" (2003), "La forêt" (2004), "Les monstres" (2006), "La mer" (2007), "L'Espace" (2008), "Le petit jardin" (2012). Interprétation des "Chansons de Loupio" (2004 et 2007) puis des "Contes de Loupio" ("L'enfant-loup", "Le chapeau de Brunor", "Le chien Ronchon" {2016-2019}).
Messe de Noël 2004 en Eurovision sous le chapiteau du cirque Pinder. Écriture de trois saynètes pour la soirée "Parvis de Lumière" pour les 50 ans de l'église d'Yvetot (2006). Spectacles en hommage à Jean Debruynne (cirque Alexis Grüss et Paris) et à Bernard Haillant (Vingtième Théâtre). Tournées en 2007 et 2009 à La Réunion. Création d'un spectacle pour les Amis de Tous les Enfants du Monde (2008 et 2014).
Depuis 2008, il est le scénariste du spectacle musical du Collège St Jean de Verdun en Meuse.
: "Ulysse au pays des merveilles" (2008-2009-2010), "Ulysse et Alice, le retour" (2011-2012-2013), "Tranch(é)es de vies" (2014-2015-2016), "Scénario de Bricabrac" (2017-2018-2019), puis, après 2 années de Covid, "Al'Hadin et le réveil magique" (2022).
Avril 2022 à Rouen (espace du Moineau): Première de l'oratorio Ressuscités d'après l'Évangile et l'Apocalypse de Jean. Texte des chansons: Pierre Jacob, musiques: Gaëtan de Courrèges, orchestrations et musiques de scène: Olivier Delgutte. Avec Pierre Jacob, Gaëtan de Courrèges, le chœur Dédicace (Jean-Marc et Ghislaine Duménil, Anne Derivière-Latour, Corinne Lorenzo et Jean-Marie Alès), Steeve Gernez et Muriel Dehouck, Olivier Delgutte (claviers), Yvain Delahousse (violon), Bernard Burgun (hautbois, cor anglais), Ariane Dussart (violoncelle).

## Discographie

### En tant qu'auteur, compositeur ou interprète (séparément ou en même temps)
- Cantiques pour Aujourd'hui n°1 (1968) avec les Halleluiah Folklovers, Studio SM
- Cantiques pour Aujourd'hui n°2' (1969) avec les Halleluiah Folklovers, Studio SM
- Cantiques pour Aujourd'hui n°3' (1969) avec les Halleluiah Folklovers, Studio SM
- Cantiques pour Aujourd'hui n°4 (1972), Studio SM
- Cantiques pour Aujourd'hui n°5 (1974), Studio SM
- Folk-Psaumes n°1 (1972) avec les Halleluiah Folklovers et le groupe Crëche, Studio SM
- Folk-Psaumes n°2 (1972) avec les Halleluiah Folklovers et le groupe Crëche, Studio SM
- Folk-Psaumes n°3 (1973) avec Sharon, Studio SM
- Prières n°1 (compilation), Studio SM
- Prières n°2 (compilation), Studio SM
- Prières n°3 (compilation), Studio SM
- Prières n°4 (compilation Folk-Psaumes), Studio SM
- La vie est là n°1, Studio SM
- La vie est là n°2, Studio SM
- La vie est là n°3, Studio SM
- Noël avec... n°1 (compilation), Studio SM
- Noël avec... n°3 (compilation), Studio SM
- Noël avec... n°7 (compilation), (1977), Studio SM
- La fête des Santons (1974) avec le groupe Crëche, Angélique et Photis Ionatos, Studio SM
- Il est né (1975), avec Jean-Pierre Bonsirven, Ginette Garcin, Jean-Louis Foulquier..., Studio SM
- Routes chantantes (1977), Studio SM
- Crëche (1973) avec le groupe Crëche, Studio SM
- Crëche en direct à l'Olympia (1975) avec le groupe Crëche, Studio SM
- Crëche (1977) avec le groupe Crëche, Disc'AZ
- Vive l'Homme (1977), Auvidis
- Vive Dieu (1978), Auvidis
- Une messe au cœur de l'Homme (1979), avec Jacqueline Farreyrol, Auvidis, sur des textes de Pierre Jacob
- Psaumes (1981), avec Jacques Fischer et Jean-Claude Barué, Auvidis
- Le temps du cœur nouveau (1983), Auvidis
- Gaëtan de Courrèges, enregistrement public (1983), Auvidis
- Vive l'Homme, vive Dieu (1988) (compilation en CD d'extraits de 3 vinyles)

- Entre les ombres et la lumière (1993), Studio SM, ré-édité par ADF-Studio SM (2009)
- Merci, Dieu, merci (1998), avec Mannick, Studio SM, ré-édité par ADF-Studio SM (2009)
- En paraboles (2002), avec Mannick, Jean Humenry, Jo Akepsimas, Rym-Musique/Universal - Ateliers du Fresne
- Folk-Psaumes (2004), avec Mannick, Comme ci-Comme ça
- Des mots d'amour en paraboles (2007), avec Mannick, Jean Humenry, Jo Akepsimas, Ateliers du Fresne (reprise de "En Paraboles")
- Mes 70èmes rugissants (2011) avec Dédicace, Mannick, Olivier Delgutte, Olivier Vonderscher, etc...

### En tant qu'interprète
- J'ai vu tout nu le Roi (1969) avec les Halleluiah Folklovers, Studio SM
- Pain et sel (1969), disque de Jo Akepsimas, Studio SM
- Sur les chemins du monde (1971), disque de Jo Akepsimas, Studio SM
- Crëche 45 tours (1972) avec le groupe Crëche, Studio SM
- Réjouis-toi, disque de Michel Wackenheim, (1972), Studio SM
- Jésus-Christ, disque de Jo Akepsimas et Raymond Fau, (1972), Studio SM
- Allez dire, avec Jo Akepsimas, (1973), Studio SM
- Noël Folklove (1973) avec Mannick et Folklove, Studio SM
- Rencontres (1973), avec divers artistes, Studio SM
- Si nous partageons, disque de Michel Wackenheim, (1974), Studio SM
- Gaëtan de Courrèges chante le Père Duval (1982), Auvidis [2]
- Nos amis chantent le Père Duval (1985), avec divers artistes, Studio SM
- Chantons ensemble n°1 (1993) avec Jean Humenry et l'Équipage, Studio SM
- Enfants de la terre (1991), disque de Michel Wackenheim, Studio SM
- Grandir près de toi (1993), avec Catherine Janvier, Studio SM
- Marie-Cerise et la Compagnie du Moule à gaufres, ed. l'Aventure Musicale
- Quel est ton nom? (1994), avec le groupe de Saint-Merri, Studio SM
- La terre entre tes mains (1996), disque de Michel Wackenheim, Studio SM
- Chanter pour célébrer Marie (1997), avec Mannick, disque de Michel Wachenheim, Bayard Musique[3][source secondaire souhaitée]
- Il nous précède en Galilée (1997), avec Jo Akepsimas et Mannick, Studio SM
- Appel à témoins (2001), avec divers artistes, ed. Chrismiphil
- A ciel ouvert (2003), disque de Christine Barbey et J.M. Duménil, avec le groupe Dédicace, Ateliers du Fresne
- Les chansons de Loupio (2004), chansons de Jean-François Kieffer, ed. Édifa
- Chemin de Louange (2006), Claude Bernard/Jo Akepsimas, Studio SM
- Gaëtan de Courrèges chante le Père Duval (reprise du vinyle de 1982), Ateliers du Fresne
- Les nouvelles chansons de Loupio (2007), chansons de Jean-François Kieffer, ed. Édifa
- Mes 70es rugissants, avec Mannick, le groupe Dédicace et Olivier Delgutte[4].

### En tant qu'acteur et récitant
- Dis-moi la Bible n°1 à 8, Auvidis
- Auvibible, cinq coffrets de 6 cassettes, Auvidis
- Jésus de Nazareth, Auvidis
- Prince de la Paix (1992), disque de Claude Bernard, Studio SM
- Un signe dans le ciel (1994), disque de Pierre-Michel Gambarelli, Studio SM
- Le Noël d'Éliassim, Thimothée et le père Baptiste, Contes de Christiane Gaud, Le Triforium
- Une veillée de l'Avent et de Noël (2001), disque de Raoul Mutin, Studio SM
- En Piste ! Spectacle pour enfants (2001), avec Jean Humenry, éd. Comme Ci Comme Ça
- Enquête au pays de 5 sens (Le Fantôme des Baskets Vides) Spectacle pour enfants (2002), avec Jean Humenry, éd. Comme Ci Comme Çà
- Matin du Monde (2003), Abbayes Cisterciennes, Studio SM
- Au fil de l'eau (Flic, Flac, Floc et le Soleil) Spectacle pour enfants (2003), avec Jean Humenry, éd. Comme Ci Comme Ça
- La forêt (Prom'nons-nous dans les bois) Spectacle pour enfants (2004), avec Jean Humenry, éd. Comme Ci Comme Ça
- Pleine de Grâce (2005), Abbayes Cisterciennes, Studio SM
- Saint Bernard, ami de la sagesse (2006), Méditations Cisterciennes, Studio SM
- Chemin de Louange (2006), Claude Bernard/Jo Akepsimas, Studio SM
- Le Train Fantôme, (Les Monstres) Spectacle pour enfants (2006), avec Jean Humenry, éd. Comme Ci Comme Ça
- La Mer (Cap'tain Moruck ou le dernier des pirates) Spectacle pour enfants (2007), avec Jean Humenry, éd. Comme Ci Comme Ça
- Cap vers les étoiles (l'Espace) Spectacle pour enfants, avec Jean Humenry, éd. Comme Ci Comme Ça
- Le petit jardin (l'écologie) Spectacle pour enfants, avec Jean Humenry, éd. Comme Ci Comme Ça
- L'enfant-loup (Conte de Loupio) Disque-livre pour enfants de Jean-François Kieffer, éd. Edifa
- Le chapeau de Brunor (Conte de Loupio) Disque-livre pour enfants de Jean-François Kieffer, éd. Edifa
- Le chien Ronchon (Conte de Loupio) Disque-livre pour enfants de Jean-François Kieffer, éd. Edifa